# گیدو آگوستی
گیدو آگوستی (ایتالیایی: Guido Agosti؛ ۱۱ اوت ۱۹۰۱ – ۲ ژوئن ۱۹۸۹) موسیقی‌دان، مدرس و نوازنده پیانو اهل ایتالیا بود.
او از شاگردان «فروچیو بوزونی»، «برونو موجیلینی» و «فیلیپو ایوالدی» بود و خودش بعدها، مدرس موسیقی در آکادمی ملی سانتا چچیلیا شد و شاگردان فراوانی تربیت کرد که از آن میان می‌توان به «ماریا تیپو» اشاره کرد.